# 森库寺
森库寺，位于西藏自治区拉萨市林周县，是一座藏传佛教女尼的寺院。

## 简介
森库寺位于西藏自治区拉萨市林周县，为藏传佛教寺院。
2012年，该寺的尼師卓嘎被评为西藏自治区爱国守法先进僧尼。